# Luka Rupnik
Luka Rupnik (Ljubljana, 20 mei 1993) is een Sloveens basketballer.

## Carrière
Rupnik begon zijn profcarrière bij de Sloveense ploeg KD Slovan, drie jaar later maakte hij de overstap naar Olimpija Ljubljana waar hij speelde tot in 2016. In 2016 ging hij spelen voor de Spaanse tweedeklasser Força Lleida CE, niet veel later ging hij spelen voor Baloncesto Fuenlabrada in de Spaanse eerste klasse. In 2019 halen de Antwerp Giants hem naar Antwerpen waar hij een seizoen actief is, de beker wint en MVP in de beker werd. Tijdens het coronajaar 2020 verhuist hij verschillende keren van ploeg, hij speelde voor ERA Nymburk, Basket Zaragoza en keert dan terug naar Slovenië bij Cedevita Olimpija.
In 2021 tekende hij een contract bij het Turkse Yalovaspor. Voor het seizoen 2022/23 tekende hij een contract in de Spaanse tweede klasse bij CB San Pablo Burgos. Voor het seizoen 2023/24 tekende hij bij het Franse Poitiers Basket 86, na het seizoen verlengde hij zijn contract met een seizoen.
Hij nam met de Sloveense ploeg deel aan de Olympische Spelen 2020 waar ze vierde werden.

## Erelijst
- Sloveense beker: 2013
- Belgische beker: 2020
- Belgische beker MVP: 2020
- Sloveens landskampioen: 2021